# Samuel Godenius
Samuel Godenius, född 2 mars 1806 i Gagnefs socken, död 15 juni 1891 i Hedvig Eleonora församling, var en svensk industriman. Han ägde och drev bland annat Gustavsbergs porslinsfabrik, Marma Sågverks AB och Nyhammars bruk.

## Biografi
År 1821 började Samuel Godenius som kontorist hos sin farbror Erik Gustav Godenius och blev 1846 ensam ägare av farbroderns firma Godenius & Co. Firman hade intressen i Gustavsbergs porslinsfabrik i Gustavsberg och Godenius, som tog över fabriken 1852, såg till att den 1827 grundade fabriken utvidgades och blev lönsam igen. År 1858 grundade han Marma Sågverks AB vid Söderhamn, som skulle visa sig att bli en mycket lönsam affär.
Under mitten av 1870-talet var Godenius en förmögen man. Hans tillgångar beräknades till 1 690 000 kronor. Han ägde även fastigheten Ribbingsholm, disponerade Farsta slott och hade 40 aktier i Marmaverken samt 145 aktier i Gustavsbergs porslinsfabrik.
Men inte alla av Samuel Godenius affärer blev lyckade. Förvärvet av Nyhammars och Fredshammars bruks Aktiebolag i Dalarna gav Godenius stora förluster. Dålig konjunktur vid 1870-talets slut ledde till att Godenius & Co inställde sina betalningarna i december 1878, bristen var 500 000 kronor. Ändå efterlämnade Godenius vid sin död 1891 en förmögenhet på 92 000 kronor och dessutom Ribbingsholm med inventarier, värderat till 156 500 kronor, som tillföll dottern Matilda.

## Familj
Samuel Godenius var son till Anders Jacob Godenius och Elisabeth Eleonora Engström och gifte sig med Maria Charlotta Norbin (1812-1876). Paret fick fyra döttrar: Emma Charlotta (1839-1875), Matilda Sofia (1841-1926), Selma (1843-1916) och Hilma Emilia (1848-1945). Äldsta dottern Emma Maria var gift med Carl Jacob Rossander, professor vid Karolinska institutet. Dottern Matilda gifte sig Zielfeldt och dottern Selma var gift med Axel Key, även han professor vid Karolinska institutet. De byggde sig Villa Bråvalla vid Farstaviken. Yngsta dottern Hilma var gift med industrimannen Wilhelm Odelberg som efter 1876 ägnade sig helt åt att driva Gustavsbergs porslinsfabrik.